# کوین مایلز مورفی
کوین مایلز مورفی (متولد ۱۹۵۸) استاد برجسته اقتصاد در دانشکده تجارت دانشگاه شیکاگو و یک عضو ارشد در مؤسسه هوور است
در سال ۱۹۹۷ مورفی توسط انجمن اقتصادی آمریکا، مدال جان بیتس کلارک را دریافت کرد (که هر دو سال یک بار به برجسته‌ترین اقتصاددان آمریکایی زیر چهل سال داده می‌شد و به‌طور گسترده‌ای به عنوان دومین جایزه معتبر در اقتصاد (بعد از نوبل) شناخته شده‌است)
مورفی به دلیل مطالعه علل رشد نابرابری درآمدی کارگران یقه سفید و یقه آبی‌ها در ایالات متحده و تحقیقات وی که مربوط به رشد نابرابری درآمد با رشد تقاضای نیروی کار ماهر بود، مشهور است. تحقیقات دیگر وی موضوعاتی از جمله رشد اقتصادی، نابرابری درآمدی، ارزشمندسازی تحقیقات پزشکی، اعتیاد منطقی و بیکاری را در بر می‌گیرد.
مورفی بیش از ۵۰ مقاله منتشر شده در موضوعات مختلف از جمله تحلیل هزینه و فایده جنگ عراق را تألیف کرده‌است.
در ۲۰ سپتامبر ۲۰۰۵، وی به عنوان یکی از دریافت کنندگان بورسیه مک آرتور شناخته شد که غالباً آن را «جایزه نبوغ» می‌نامند.

## آثار بزرگ
- اندازه‌گیری سود حاصل از تحقیقات پزشکی: رویکرد اقتصادی (ویرایش شده توسط رابرت تاپل) دانشگاه شیکاگو، ۲۰۰۳
- اقتصاد اجتماعی: رفتار بازار در یک محیط اجتماعی (با گری اس. بکر). کمبریج، کارشناسی ارشد: انتشارات دانشگاه هاروارد (انتشارات بلکناپ)، ۲۰۰۰